# Leung Jan
Pour les articles homonymes, voir Leung.
Dans ce nom, le nom de famille précède le nom personnel.
Leung Jan (梁贊, Liáng zàn), né en 1826, mort en 1901, est un pratiquant chinois de Wing Chun, un art martial chinois. Leung était docteur herboriste dans la ville de Foshan (Chine) et était aussi connu comme « Monsieur Jan de Foshan  » (佛山贊先生, Foshan Zan Xiānsheng).